# Женишкова, Мана
Мана Женишкова урождённая Мария Женишкова (чеш. Máňa Ženíšková; 1 июня 1909, Прага — 11 ноября 1982, там же) — чешская и чехословацкая актриса

.

## Биография
Её дедом был художник Франтишек Женишек. Дочь изобретателя Юлиуса Женишека, жена актёра Теодора Пиштека (старшего). Сын Теодор Пиштек.
Дебютировала в кино в 1924 году. Снялась в 27 фильмах. Звезда немого кино Чехословакии. Внешние данные, непосредственность, естественность, живость позволили ей активно участвовать в съёмках немого кино (хотя она и не имела актёрского образования).

## Фильмография
- Chyťte ho! (1924)
- Syn hor (1925)
- Vdavky Nanynky Kulichovy (1925)
- Bludné duše (1926)
- Loupežníci na Chlumu (1926)
- Pantáta Bezoušek (1926)
- Ve spárech upíra (1927)
- Dcery Eviny (1927)
- Podskalák (1927)
- Hanba (1929)
- Kamarádské manželství (1929)
- Pražské švadlenky (1929)
- Svatý Václav (1929)
- Takový je život (1929)
- Zlatý květ (1929)
- Opředené stíny (1930)
- C. k. polní maršálek (1930)
- Skalní ševci (1931)
- Strýček z Ameriky (1933)
- Cikánská láska (1938)